# Анастасий (Бедников)
Епи́скоп Анаста́сий (в миру Вячесла́в Ви́кторович Бе́дников; род. 7 ноября 1983, Тирасполь) — епископ Украинской православной церкви, епископ Овидиопольский, викарий Одесской епархии.

## Биография
Родился 7 ноября 1983 года в Тирасполе Молдавской ССР. В 1996 году семья переехала на Украину. В 2000 году окончил общеобразовательную школу I—III ступени селе Степановки Раздельнянского района Одесской области.
В 2004/2005 учебном году работал преподавателем в специализированной школе с углубленным изучением иностранных языков № 90 города Одессы.
В 2005—2009 годы учился в Одесской духовной семинарии.
В 2009 года по благословению митрополита Одесского и Измаильского Агафангела (Саввина) поступил послушником в Иверский мужской монастырь города Одессы. 1 марта 2012 года митрополитом Одесским Агафангелом (Саввиным). пострижен в рясофор. 8 апреля того же года был пострижен в монашество с именем Анастасий в честь мученика Анастасия Месукевийского. 17 апреля того же года был рукоположен в сан иеродиакона, 20 мая того же года был рукоположен в сан иеромонаха.
В 2012 года окончил Киевскую духовную академию. В 2013 года окончил Христианскую богословскую академию в Варшаве (Польша) со степенью магистра богословия.
10 декабря 2013 года митрополитом Одесским Агафангелом (Саввиным) возведён в сан игумена с вручением жезла.
В 2016 года в Киевской духовной академии защитил диссертацию на тему «Богословие святого Марка Эфесского в свете исихастской традиции». Учёным советом КДА присуждена научная степень кандидата богословия.
21 апреля 2017 года в Успенском соборе Почаевской лавры митрополитом Киевским и всея Украины Онуфрием возведён в сан архимандрита.
1 июля 2018 года назначен помощником проректора по воспитательной работе Одесской духовной семинарии, 1 сентября — преподавателем Одесской духовной семинарии. С 3 декабря 2020 года — секретарь церковного суда Одесской епархии. 18 августа 2021 года назначен проректором по воспитательной работе Одесской духовной семинарии. С 27 декабря 2021 года — член епархиального совета Одесской епархии.
10 апреля 2023 года назначен заместителем наместника и благочинного Пантелеимонова мужского монастыря г. Одессы. 27 декабря 2023 года утверждён наместником (игуменом) Пантелеимонова монастыря.

### Архиерейство
23 октября 2024 года решением Священного Синода УПЦ избран епископом Овидиопольским, викарием Одесской епархии.
27 октября 2024 года в Благовещенском соборе в районе Святошино в Киеве хиротонисан во епископа Овидиопольского, викария Одесской епархии. Хиротонию совершили: митрополит Киевский и всея Украины Онуфрий (Березовский), митрополит Одесский и Измаильский Агафангел (Саввин), митрополит Бориспольский и Броварской Антоний (Паканич), митрополит Полтавский и Миргородский Филипп (Осадченко), митрополит Васильковский Иоасаф (Губень), архиепископ Городницкий Александр (Нестерчук), архиепископ Южненский Диодор (Васильчук), архиепископ Белогородский Сильвестр (Стойчев), архиепископ Вишневский Спиридон (Романов), епископ Ирпенский Лавр (Березовский), епископ Бородянский Марк (Андрюк), епископ Гостомельский Аркадий (Таранов), епископ Тарутинский Алипий (Цушко).